# Нилкам
Ни́лкам — река в России, течёт по территории Кезского района Удмуртии. Устье реки находится на высоте 228 м над уровнем моря в 1767 км от устья Камы по правому берегу. Длина реки составляет 24 км.

## Данные водного реестра
- По данным государственного водного реестра России относится к Камскому бассейновому округу.
- Водохозяйственный участок реки Кама от истока до водомерного поста у села Бондюг.
- Речной подбассейн реки — бассейны притоков Камы до впадения Белой.
- Речной бассейн реки — Кама[4].

Код объекта в государственном водном реестре — 10010100112111100000023.